# ドニー・ニエテス
ドニー・ニエテス（Donnie Nietes、1982年5月13日 - ）は、フィリピンのプロボクサー。元WBO世界ミニマム級王者。元WBO世界ライトフライ級王者。元IBF世界フライ級王者。元WBO世界スーパーフライ級王者。世界4階級制覇王者。愛称は「スネークマン」。駆け出しの頃、オーナーが飼育するヘビの世話係だったことが由来。

## 来歴
ニエテスはもともとはALAジムのアシスタントとして勤務するという異色の経歴を持ち、アシスタントの実績が認められて2003年4月25日にフィリピンでプロデビューを果たす。2004年5月22日にはフィリピンPBFライトフライ級王座を獲得。ロシアをはじめ東欧圏を主戦場に全勝を重ね、2006年11月24日にはWBOアジア太平洋ミニマム級王座を獲得した。
同王座を2度防衛した後の2007年9月30日、ポンサワン・ポープラムックとWBO世界ミニマム級王座決定戦を行い、12回判定勝ちを収め王座獲得に成功した。
2009年9月12日、メキシコナヤリット州テピクのエル・パレンケ・デ・ラ・フェリアで暫定王者のマヌエル・バルガスと王座統一戦を行い、2-1の判定勝ちを収め王座を統一に成功した（記録上は正規王座の3度目の防衛）。
2010年8月14日、メキシコシナロア州グアサベにてWBO世界ミニマム級11位のマリオ・ロドリゲスと対戦し、12回3-0の判定勝ちを収め、4度目の防衛に成功した。
2011年10月8日、WBO世界ライトフライ級王者ラモン・ガルシアと対戦し、3-0の判定勝ちを収めミニマム級に続き2階級制覇を達成した。
2012年6月2日、パサイのリゾート・ワールド・マニラでフェリペ・サルゲロと対戦し、3-0の判定勝ちを収め、初防衛に成功した。
2013年3月2日、セブ市のウォーターフロント・セブシティ・ホテル・アンド・カジノにてWBO世界ミニマム級王者モイセス・フェンテスと対戦し、1-0の判定で引き分けとなり、2度目の防衛に成功した。
WBOからWBO世界ライトフライ級暫定王者のモイセス・フェンテスと王座統一戦を義務付けられたがその後フェンテスとの再戦を確約し先に選択試合を行うことを許可された。
2013年11月30日、ケソンのアラネタ・コロシアムにてWBO世界ライトフライ級14位で元WBA世界ミニマム級暫定王者のサミー・グティエレスと対戦し、初回に2度ダウンを奪ってペースを握ると、3回にダウンを追加するとカウントアウトで試合終了。3回2分58秒KO勝ちを収め、3度目の防衛に成功した。
2014年5月10日、パサイのSMモール・オブ・アジア内にあるモール・オブ・アジア・アリーナでWBO世界ライトフライ級暫定王者モイセス・フェンテスと王座統一戦を行い、9回2分56秒TKO勝ちを収め王座の統一に成功（記録上は正規王座の4度目の防衛）、リングマガジン王座にも認定された。
2014年11月15日、セブ市のウォーターフロント・セブシティ・ホテル・アンド・カジノでWBO世界ライトフライ級5位のカルロス・ベラルデと対戦し、7回終了TKO勝ちを収め、5度目の防衛に成功した。
2015年3月28日、ケソンのアラネタ・コロシアムでWBO世界ライトフライ級13位のヒルベルト・パーラと対戦し、パーラが9回終了時棄権した為、6度目の防衛に成功した。
2015年7月11日、セブ市のウォーターフロント・セブシティ・ホテル・アンド・カジノで元IBF・WBO世界ミニマム級統一王者でWBO世界ライトフライ級1位のフランシスコ・ロドリゲス・ジュニアと対戦し、12回3-0（118-110、119-109、115-113）の判定勝ちを収め、7度目の防衛に成功した。
2015年10月17日、念願のアメリカデビュー戦。カリフォルニア州カーソンのスタブハブ・センターでWBO世界ライトフライ級8位のファン・アレホと対戦し、3-0（120-108、2者が119-109）の判定勝ちを収め、8度目の防衛に成功した。
2016年5月28日、バコロドのUSLSコロシアムでWBO世界ライトフライ級6位のラウル・ガルシアと対戦し、ガルシアが5回終了時棄権した為、9度目の防衛に成功した。
2016年8月9日、WBO世界ライトフライ級王座を返上した。
2016年9月24日、スタブハブ・センターで元WBC世界ライトフライ級王者のエドガル・ソーサとWBOインターコンチネンタルフライ級王座決定戦を行い、12回3-0（3者共120-108）の判定勝ちを収め王座獲得に成功した。
2017年4月29日、セブ市のウォーターフロント・セブシティ・ホテル・アンド・カジノでエクタワン・クルンテープトンブリとIBF世界フライ級王座決定戦を行い、12回3-0（117-111×2、115-113）の判定勝ちを収め3階級制覇を達成した。
2018年2月24日、カリフォルニア州イングルウッドのザ・フォーラムで行われた「SUPER FLY2」で元世界2階級制覇王者でIBF世界フライ級1位のファン・カルロス・レベコと対戦し、7回53秒KO勝ちを収め初防衛に成功した。この試合でニエテスは4万ドル（約430万円）、レベコは3万ドル（約320万円）のファイトマネーを稼いだ。
2018年4月12日、IBF世界フライ級王座を返上した。
2018年5月3日、WBOはWBO世界フライ級1位のニエテスと2位のアストン・パルクテとWBO世界スーパーフライ級王座決定戦を行うように指令を出した。
2018年9月8日、カリフォルニア州のザ・フォーラムにてファン・フランシスコ・エストラーダVSフェリペ・オルクタの前座でアストン・パリクテとWBO世界スーパーフライ級王座決定戦で対戦し、12回引き分け判定となったため王座獲得に失敗、王座は空位のままとなった。
2018年12月31日、マカオのウィン・パレス・マカオで井岡一翔とWBO世界スーパーフライ級王座決定戦で対戦し、12回2-1の判定勝ちで王座獲得、4階級制覇に成功した。
2019年3月1日、WBO世界スーパーフライ級王座を返上した。
2020年8月18日、所属するフィリピンの名門ボクシングプロモーション「ALAジム」が、テレビ契約を交わしていたテレビ局のABS-CBNが放送免許を更新出来なかったことで、ABS-CBNでの試合中継放送が無くなったため、35年間続いていたプロモーションの閉鎖を決め、所属選手を全て契約解除とすることを発表した。
2020年10月2日、MTKグローバルおよびD4Gプロモーションと契約を交わしたことが発表された。
2021年4月3日、約2年3か月ぶりの試合をドバイにてパブロ・カリージョと対戦し、10回判定勝ちを収めた。
2021年10月、リチャード・シェイファーが設立した新興プロモート会社プロベラムと契約を交わした。
2022年7月13日、大田区総合体育館でWBO世界スーパーフライ級王者の井岡一翔と再戦し、終始有効打、積極性において井岡に圧倒され18年振りの黒星となる12回0-3(108-120、110-118、111-117)の判定負けを喫し王座返り咲きに失敗、約3年7カ月ぶりの再戦で井岡に雪辱を許した。
2025年4月10日、フィリピン・メトロ・マニラ・パラニャケのエロルデ・スポーツセンターで、ミラー・アラポルミナとバンタム級6回戦で対戦し、3-0（59-55×3）判定勝ちを収めた。
2025年5月20日、後楽園ホールで日本スーパーバンタム級2位の池側純と対戦し、フルマークの判定負けを喫した。

## 戦績
- プロボクシング：53戦 44勝 (23KO) 3敗 6分

| 戦           | 日付           | 勝敗 | 時間     | 内容     | 対戦相手                           | 国籍           | 備考                                            |
| ------------ | -------------- | ---- | -------- | -------- | ---------------------------------- | -------------- | ----------------------------------------------- |
| 1            | 2003年4月25日  | ☆    | 6R       | 判定3-0  | ウォルター・スアイバギオ           | フィリピン     | プロデビュー戦                                  |
| 2            | 2003年5月31日  | ☆    | 6R       | 判定3-0  | マリオ・ジュン・デ・アシス         | フィリピン     |                                                 |
| 3            | 2003年6月12日  | ☆    | 1R 2:57  | TKO      | ロメオ・トゥラ                     | フィリピン     |                                                 |
| 4            | 2003年8月16日  | △    | 8R       | 判定1-1  | グレッグ・マンガン                 | フィリピン     |                                                 |
| 5            | 2003年10月4日  | ☆    | 4R 2:30  | KO       | ロルダン・マリナオ                 | フィリピン     |                                                 |
| 6            | 2003年12月28日 | ☆    | 4R 2:40  | KO       | ロランド・バクラヨ                 | フィリピン     |                                                 |
| 7            | 2004年2月28日  | ☆    | 10R      | 判定2-1  | ジュリウス・アルコス               | フィリピン     |                                                 |
| 8            | 2004年3月28日  | ☆    | 7R 1:22  | TKO      | ロバート・ルビラール               | フィリピン     |                                                 |
| 9            | 2004年5月22日  | ☆    | 1R 1:16  | TKO      | ジョセフ・ビラシス                 | フィリピン     | PBF比国ライトフライ級王座決定戦                 |
| 10           | 2004年6月29日  | ☆    | 1R 1:58  | KO       | ボボング・コステロ                 | フィリピン     |                                                 |
| 11           | 2004年8月3日   | ☆    | 7R 2:15  | TKO      | マルティ・ポリー                   | インドネシア   |                                                 |
| 12           | 2004年9月7日   | ☆    | 4R 終了  | TKO      | アブリン・マッタ                   | インドネシア   |                                                 |
| 13           | 2004年9月28日  | ★    | 10R      | 判定1-2  | アンキー・アンコッタ               | インドネシア   |                                                 |
| 14           | 2004年11月20日 | △    | 10R      | 判定1-1  | カルロ・べサレス                   | フィリピン     |                                                 |
| 15           | 2005年1月29日  | ☆    | 7R 1:06  | TKO      | リカルド・アルビア                 | フィリピン     |                                                 |
| 16           | 2005年4月30日  | ☆    | 10R      | 判定3-0  | エルマー・マイコ                   | フィリピン     |                                                 |
| 17           | 2005年7月30日  | ☆    | 1R 1:26  | 負傷引分 | ニノ・スエロ                       | フィリピン     |                                                 |
| 18           | 2005年8月28日  | ☆    | 10R      | 判定3-0  | アラン・ドゥギャング               | フィリピン     |                                                 |
| 19           | 2005年9月25日  | ☆    | 2R 1:29  | KO       | ランディー・ナルベイ               | フィリピン     |                                                 |
| 20           | 2005年12月30日 | ☆    | 8R       | 判定3-0  | アラン・ドゥギャング               | フィリピン     |                                                 |
| 21           | 2006年1月15日  | ☆    | 6R       | 判定3-0  | ノエル・バーロンクエ               | フィリピン     |                                                 |
| 22           | 2006年8月12日  | ☆    | 10R      | 判定3-0  | ロバート・ルビラール               | フィリピン     |                                                 |
| 23           | 2006年11月24日 | ☆    | 2R 0:46  | KO       | ヘリ・アモル                       | インドネシア   | WBOアジア太平洋ミニマム級王座決定戦             |
| 24           | 2007年4月21日  | ☆    | 2R 1:10  | KO       | トンタイレック・ポーウォラシン     | タイ           | WBOアジア太平洋防衛1                            |
| 25           | 2007年7月7日   | ☆    | 7R 0:36  | TKO      | サエングペッチ・ソーサカルファン   | タイ           | WBOアジア太平洋防衛2                            |
| 26           | 2007年9月30日  | ☆    | 12R      | 判定3-0  | ポンサワン・ポープラムック         | タイ           | WBO世界ミニマム級王座決定戦                     |
| 27           | 2008年8月30日  | ☆    | 2R 2:49  | KO       | エディー・カストロ                 | ニカラグア     | WBO防衛1                                        |
| 28           | 2009年2月28日  | ☆    | 12R      | 判定3-0  | エリック・ラミレス                 | メキシコ       | WBO防衛2                                        |
| 29           | 2009年9月12日  | ☆    | 12R      | 判定2-1  | マヌエル・バルガス                 | メキシコ       | WBO世界ミニマム級王座統一戦 WBO防衛3            |
| 30           | 2010年1月23日  | ☆    | 10R 1:37 | TKO      | ヘスス・シルベストレ               | メキシコ       |                                                 |
| 31           | 2010年8月14日  | ☆    | 12R      | 判定3-0  | マリオ・ロドリゲス                 | メキシコ       | WBO防衛4                                        |
| 32           | 2011年4月9日   | ☆    | 1R 2:26  | KO       | アルマンド・バスケス               | メキシコ       |                                                 |
| 33           | 2011年10月8日  | ☆    | 12R      | 判定3-0  | ラモン・ガルシア                   | メキシコ       | WBO世界ライトフライ級タイトルマッチ             |
| 34           | 2012年6月2日   | ☆    | 12R      | 判定3-0  | フェリペ・サルゲロ                 | メキシコ       | WBO防衛1                                        |
| 35           | 2012年11月17日 | ☆    | 5R 2:46  | KO       | ダナイ・ミーンダエング             | フィリピン     |                                                 |
| 36           | 2013年3月2日   | △    | 12R      | 判定1-0  | モイセス・フェンテス               | メキシコ       | WBO防衛2                                        |
| 37           | 2013年11月30日 | ☆    | 3R 2:58  | TKO      | サミー・グティエレス               | メキシコ       | WBO防衛3                                        |
| 38           | 2014年5月10日  | ☆    | 9R 2:56  | KO       | モイセス・フェンテス               | メキシコ       | WBO防衛4                                        |
| 39           | 2014年11月15日 | ☆    | 7R 終了  | TKO      | カルロス・ベラルデ                 | メキシコ       | WBO防衛5                                        |
| 40           | 2015年3月28日  | ☆    | 9R 終了  | TKO      | ヒルベルト・パーラ                 | メキシコ       | WBO防衛6                                        |
| 41           | 2015年7月11日  | ☆    | 12R      | 判定3-0  | フランシスコ・ロドリゲス・ジュニア | メキシコ       | WBO防衛7                                        |
| 42           | 2015年10月17日 | ☆    | 12R      | 判定3-0  | ファン・アレホ                     | メキシコ       | WBO防衛8                                        |
| 43           | 2016年5月28日  | ☆    | 5R 終了  | TKO      | ラウル・ガルシア                   | メキシコ       | WBO防衛9                                        |
| 44           | 2016年9月24日  | ☆    | 12R      | 判定3-0  | エドガル・ソーサ                   | メキシコ       | WBOインターコンチネンタルフライ級王座決定戦     |
| 45           | 2017年4月29日  | ☆    | 12R      | 判定3-0  | エータワン・モークーテットンブリー | タイ           | IBF世界フライ級王座決定戦                       |
| 46           | 2018年2月24日  | ☆    | 7R 0:53  | KO       | ファン・カルロス・レベコ           | アルゼンチン   | IBF防衛1                                        |
| 47           | 2018年9月8日   | △    | 12R      | 判定1-1  | アストン・パリクテ                 | フィリピン     | WBO世界スーパーフライ級王座決定戦               |
| 48           | 2018年12月31日 | ☆    | 12R      | 判定2-1  | 井岡一翔                           | 日本           | WBO世界スーパーフライ級王座決定戦               |
| 49           | 2021年4月3日   | ☆    | 10R      | 判定3-0  | パブロ・カリージョ                 | コロンビア     | WBOインターナショナルスーパーフライ級王座決定戦 |
| 50           | 2021年12月11日 | △    | 10R      | 判定1-1  | ノルベルト・ヒメネス               | ドミニカ共和国 | WBOインターナショナル防衛1                      |
| 51           | 2022年7月13日  | ★    | 12R      | 判定0-3  | 井岡一翔（志成）                   | 日本           | WBO世界スーパーフライ級タイトルマッチ           |
| 52           | 2025年4月10日  | ☆    | 6R       | 判定3-0  | ミラー・アラポルミナ               | フィリピン     |                                                 |
| 53           | 2025年5月20日  | ★    | 6R       | 判定0-3  | 池側純（角海老）                   | 日本           |                                                 |
| テンプレート |                |      |          |          |                                    |                |                                                 |

## 獲得タイトル
- フィリピンPBFライトフライ級王座[30]
- WBOアジア太平洋ミニマム級王座
- WBO世界ミニマム級王座（防衛4度=返上）
- WBO世界ライトフライ級王座（防衛9度=返上）
- リングマガジン世界ライトフライ級王座
- WBOインターコンチネンタルフライ級王座
- IBF世界フライ級王座（防衛1＝返上）
- WBO世界スーパーフライ級王座（防衛0＝返上）